# A Noite dos Duros
A Noite dos Duros é um filme brasileiro de 1978, com direção e roteiro de Adriano Stuart, tendo como protagonistas Antônio Fagundes e Marco Nanini.

## Sinopse
Bartô e Fernão, dois amigos desempregados e sempre à procura de biscates, encontram-se diariamente e se envolvem numa sequência de eventos infelizes.

## Elenco
- Marco Nanini… Bartô
- Antônio Fagundes… Fernão
- Sandra Barsotti... Cassandra
- Walter Stuart... Caçamba
- Grande Otelo... Bides
- Helena Ramos... Débora
- Xandó Batista... Maracá
- Mário Benvenutti... Gerente do restaurante
- Dante Rui... Tatu-Cego
- Liza Vieira... Maria
- Oswaldo Campozana... garçom
- Yolanda Cardoso... Frosina
- Wanderley Cravo
- Rogaciano De Freitas
- Felipe Donavan
- Felipe Levy... dono da loja
- Rubens Moral... Careu
- David Neto... garçom
- Sandra Bréa
- Bruna Lombardi
- Miriam Rodrigues
- Clayton Silva... Torresmo